# Tony Waldrop
Tony Waldrop (* 29. Dezember 1951; † 3. Dezember 2022 in Chapel Hill, North Carolina) war ein US-amerikanischer Mittelstreckenläufer, der sich auf die 1500-Meter-Distanz spezialisiert hatte.
1973 gewann er Silber bei der Universiade, und 1975 siegte er bei den Panamerikanischen Spielen in Mexiko-Stadt.
1974 wurde er Englischer Meister. Für die University of North Carolina startend wurde er 1973 NCAA-Hallenmeister über 1000 Yards und 1974 im Meilenlauf.

## Persönliche Bestzeiten
- 1500 m (Halle): 3:39,8 min, 17. Februar 1974, San Diego (Zwischenzeit)
- 1 Meile: 3:53,2 min, 27. April 1974, Philadelphia
  - Halle: 3:55,0 min, 17. Februar 1974, San Diego (ehemaliger Hallenweltrekord)